# Амурец (эсминец)
«Амурец» — эскадренный миноносец (до 27 сентября (10 октября) 1907 года — минный крейсер) типа «Всадник».
Участвовал в Первой мировой войне. В одном из походов 30 июля 1915 года у Михайловского маяка попал на сорванный штормом фрагмент противолодочной сети, оснащённой подрывными патронами, и от взрыва патрона получил пробоину в борту.
26 октября 1917 года вошел в состав Красного Балтийского флота. С 10 по 16 апреля 1918 года совершил переход из Гельсингфорса в Кронштадт. В годы Гражданской войны входил состав действующего отряда кораблей.
27 июня 1919 года участвовал в Видлицкой десантной операции Онежской военной флотилии.
С 21 апреля 1921 года входил в состав Морских сил Балтийского моря и с 11 января 1935 года — в состав Краснознаменного Балтийского флота. 9 ноября 1926 года был переклассифицирован в посыльное судно.
1 мая 1933 года разоружен и сдан Главному военному порту Морских сил Балтийского моря на хранение. 1 июля 1938 года расконсервирован и вновь введен в строй, но в декабре 1938 года ввиду неудовлетворительного технического состояния был исключен из состава ВМФ. Сначала превращен в плавказарму, затем передан Ленинградской организации Осоавиахим для использования в качестве учебного блокшива. В 1947 году сдан «Главвторчермету» для разборки на металл.